# Cristián de la Fuente
Cristián Andrés de la Fuente Sabarots (Santiago de Xile, 10 de març de 1974) és un actor xilè. El 5 de gener de 2002 va contreure matrimoni amb l'actriu i model xilena Angélica Castro.
Té llicència de pilot i és Oficial en la Reserva per a la Força Aèria Xilena i membre de l'Esquadrilla d'Alta Acrobàcia Halcones. A més va pertànyer a la 14ª Companyia del Cos de Bombers de Santiago.

## Biografia
Va començar la seva carrera en guanyar el concurs "super mino", una divertida secció del programa de televisió juvenil Luz Verde de Canal 13, que buscava joves per a la televisió xilena.
Començant amb papers petits en telenovel·les, De la Fuente va arribar a ser protagonista de diverses produccions, entre elles Eclipse de Lluna amb Sebastián Canales i la producció de teatre televisada La Tia de Carlos.
De la Fuente va participar al programa Venga conmigo a Xile en el qual presentava una secció juvenil dedicada a mostrar els rànquings musicals anomenada Generació 2000 i en una secció de comèdia anomenada Mi tio y yo. En aquest xou coneix a Salma Hayek (que visitava Xile per a una promoció), el productor de la qual sol·licita la seva targeta i li demana que li enviï el seu book, per veure si el pot contactar amb algun agent a Hollywood. Aquesta és la porta d'entrada als Estats Units, on es trasllada i aconsegueix alguns papers en pel·lícules al costat de Silvester Stallone i d'altres.
El 1998, es va traslladar a Mèxic i va participar en la sèrie Reyes y Rey. Va fer un petit paper en la sèrie Pensacola: Alas del oro. També ha aparegut regularment a CSI: Miami. Se l'ha vist en pel·lícules com Driven al costat de Sylvester Stallone i en Vampirs: Els Morts de Tommy Lee Wallace amb Jon Bon Jovi.
També ha treballat com a presentador del programa "Venga Conmigo, Generación 2000" i "Camino de MGM a los Óscar para América latina", també va participar en la desfilada de Nadal del món de Walt Disney.
Va realitzar un treball interpretant a Ben Affleck sota el pseudònim de "Andrés" en la minisèrie de televisió ''Como ama una mujer'' basada en la vida de la cantant neoyorkina Jennifer Lopez. La sèrie compta només amb cinc capítols d'una hora, filmats en format de cinema i és protagonitzada per Leonor Varela (com a "Jennifer Lopez"), Cristián de la Fuente ("Ben Affleck") i Raúl Méndez ("Marc Anthony") sota els pseudònims de "Sofia Márquez", "Andrés" i "Diego", respectivament. La minisèrie transmesa per Univisión va aconseguir alts índexs d'audiència, i va suposar un escàndol, ja que explicava obertament que va passar amb la vida de Jennifer Lopez l'any 2004 quan va acabar la seva relació amb Ben Affleck i va decidir casar-se amb el cantant porto-riqueny Marc Anthony.
L'abril del 2010 va començar un nou projecte al cinema, del director Gonzalo Justiniano en la cinta "Alguien ha visto a Lupita",que protagonitza al costat de l'actriu Mexicana Dulce María.
L'any 2008 és cridat pel productor Salvador Mejías i té una participació especial en la telenovel·la Fuego en la Sangre, on interpreta a Demian Ferrer un home dedicat als toros (rejoneador) turmentat per la perduda de la seva família, arriba al poble i s'enamora de Sofia (Adela Noriega).
Després, el 2010 novament Salvador Mejías el porta a Mèxic, ara sí a interpretar a Renato Vidal Montes de Oca, en la nova versió de Corazón Salvaje on comparteix protagonisme amb Eduardo Yáñez i Aracely Arámbula. Aquest personatge marca l'inici de Cristián com a protagonista en diferents telenovel·les mexicanes. Paral·lel a aquest Projecte condueix el Reality Viva el Sueño per Univision.
Al setembre de 2010 es va unir als enregistraments de la quarta temporada de Private Practice, la sèrie mèdica, seqüela de Grey's Anatomy i protagonitzada per Kate Walsh, on el xilè interpreta a un metge llatí anomenat Eric Rodríguez.
Al març del 2012 va protagonitzar, compartint crèdits amb l'actriu mexicana Silvia Navarro, la telenovel·la Amor Bravío produïda per Carlos Moreno Laguillo per Televisa. Aquell mateix anys s'estrena la pel·lícula 7 años de matrimonio on interpreta a Bernardo, comparteix crèdits amb Víctor González, Ximena Herrera, Alex Sirvens, Roberto Palazuelos i Yolanda Andrade.
Al novembre 2012 es trasllada a Xile i condueix per TVN el Reality Cabaret burlesque fins al febrer de 2013.
El 2013 és el protagonista de "Quiero amarte", produïda per Carlos Moreno Laguillo per Televisa al costat de Karyme Lozano per segona vegada, després de "Soñar no cuesta nada" el 2005.
El 2014 es trasllada a Puebla per gravar Enamorandome de Abril (Comèdia Romàntica) una pel·lícula de Joel Nuñez i Elizabeth Romagnoli, on interpreta a Leo, un escriptor de novel·les romàntiques que escriu amb pseudònim de dona, coneix a Abril (Ilithia Manzanilla) i a partir d'aquest moment comença una aventura amorosa amb situacions molt divertides.
L'octubre de 2015 s'estrena la pel·lícula Lusers, que és un projecte cinematogràfic llatinoamericà que compta amb elenc peruà, argentí, xilè i amb la participació especial de Gaby Espino, representant a Veneçuela.
L'any 2016 interpreta Ricardo Alegria, un policia encobert com a mestre de primària en la telenovel·la Sueño de Amor, produïda per Televisa (Mèxic) per Juan Osorio, al costat de Betty Monroe i Marjorie de Sousa.
El 2017 protagonitza al costat de Claudia Álvarez, Diego Olivera, Horaci Pancheri, Daniela Rom i Cessar Evora la telenovel·la En Tierras Salvajes, interpretant Daniel Otero, el segon de tres germans que s'enamoren de la mateixa dona.
El 2018 va entrar com copresentador del reality xou Reto 4 elementos en la seva segona temporada, juntament amb Monserrat Oliver.

## Filmografia
- 2001: Driven - Memmo Moreno
- 2003: Basic
- 2005: Once upon a wedding - Manolo.
- 2009: Dawson Isla 10 - Teniente Labarca
- 2011: ¿Alguien ha visto a Lupita? - Maxi
- 2013: Siete años de matrimonio - Bernardo.
- 2015: Lusers - Pedro.
- 2015: Enamorándome de Abril - Leo.

## Programes de televisió
- 2008-2010: Golpe bajo (Megavisión) - Presentador i productor executiu
- 2012: Cabaret burlesque (TVN) - Presentador

## Sèries de televisió
- 1994: Soltero a la medida - Ramón Pérez Candía
- 1998: Reyes x Rey - Alex "Rey" Reyes
- 2007: Como Ama una Mujer - Andrés Maldonado
- 2009: Brothers & Sisters (ABC)
- 2011: Prófugos (HBO) - Ignacio Córdoba
- 2010-2011: Private Practice – Dr. Eric Rodríguez
- 2011: Love Bites - Marcelo
- 2011: The Nine Lives of Chloe King - Frank Cabrera
- 2015| Devious Maids - Ernesto Falta

## Telenovel·les
- 1994: Champaña (Canal 13) - Tadeo McMillan
- 1995: El amor está de moda (Canal 13) - Lucas Correa
- 1996: Marrón Glacé (Canal 13) - Blas
- 1997: Eclipse de Luna (Canal 13) - Román Celis
- 2005: Soñar no cuesta nada (Univisión i Venevisión) - Felipe Reyes Retana
- 2008: Fuego en la sangre (Televisa) - Damián Ferrer
- 2009-2010: Corazón salvaje (Televisa) - Renato Vidal Montes de Oca
- 2012: Maldita (Megavisión) - Ignacio Echaurren
- 2012: Amor Bravío (Televisa) - Daniel Díaz-Acosta / Andrés Duarte
- 2013-2014: Quiero Amarte (Televisa) - Maximiliano Montesinos Ugarte
- 2016: Sueño de amor  - Ricardo Alegría Sandoval *
- 2017: En tierras salvajes - Daniel Otero Rivelles